# Chase (série de televisão)
Chase é uma série de televisão americana de ação e drama policial criada por Jennifer M. Johnson. A história é sobre U.S. Marshal, que são uma equipe da policia especializada em caçar foragidos da lei. Estreou em 20 de setembro de 2010 na NBC. Foi cancelada em maio de 2011, não tendo uma segunda temporada.
No Brasil, estreou no dia 1 de novembro de  2010 na Warner Channel, tomando o lugar de The Mentalist nas noites de segunda-feira. Na TV Aberta estreou no SBT na madrugada de domingo para segunda do dia 29 de julho de 2012, às 03h00. Foi reprisada no SBT a partir do dia 9 maio de 2013 após The Big Bang Theory, nas madrugadas de quinta para sexta, às 02h45. Também foi reprisada de fevereiro a maio de 2014.

## Sinopse
No Texas existe uma força-tarefa liderada pela agente Annie Frost, composta pelos agentes Jimmy Godfrey, o especialista tático Marco Martinez, a especialista em bombas Daisy Ogbaa e o novato Luke Watson que, com raciocínio rápido e habilidades em capturar prisioneiros violentos, fecharão o cerco para todos os fugitivos que acham que o Texas é o melhor lugar para se esconder.
A perseguição vai começar!

## Elenco
- Kelli Giddish como Annie Frost
- Cole Hauser como Jimmy Godfrey
- Amaury Nolasco como Marco Martinez
- Rose Rollins como Daisy Ogbaa (episódios 1–16)
- Jesse Metcalfe como Luke Watson

## Fugitivos
- Mason Boyle(Travis Fimmel) - 1X01

Boyle é procurado desde que fugiu da prisão em 2005, e até agora não tinha dado sinais de vida. Três noites atrás, ele teria invadido uma casa, roubado dinheiro, joias e atirado em uma família. Ao que tudo indica, esse seria só o começo. Boyle teve um passado problemático, desde que foi preso pela primeira vez, aos 18 anos, por ter cortado o dedo de uma mulher para roubar um anel.
- Eduardo 'El Lobo' Lopez(Robert LaSardo) - 1X02

Eduardo Lopez "o Lobo", um fugitivo conhecido, perseguiu e matou o filho de um patrulheiro. O pai do garoto tinha feito parte da força-tarefa que ajudou a prender Lobo anos atrás. Preso por narcotráfico, Lobo teve todos os seus bens apreendidos e revendidos. Já que não acredita nas leis do governo americano, ele não vai parar até conseguir de volta o que é seu por direito.
- Jack Druggan/McLusque(Robert Knepper) - 1X03

O fugitivo Jack Druggan que, depois de se esconder por anos atrás de uma identidade falsa, tenta retomar sua longa carreira criminal. A vingança contra os mecânicos seria só o início(que ele mata no início do episódio). Ele tinha outros planos que consagrariam sua volta ao mundo do crime.
- Faith Maples(Jennifer Morrison) - 1X04

Faith Maples entra para a lista de fugitivos procurados após matar o namorado, depois de uma briga conjugal. Ao que parece, Maples estaria fugindo levando sua filha. Com uma infância turbulenta relacionada à morte acidental de seu irmão mais novo, e um relacionamento complicado com seus pais, Maples tem sua sanidade mental questionada quando não se encontra nenhum registro ou certidão de nascimento da garota.
- Adam Rothschield(Nick Wechsler) - 1X05

Adam Rothschild fugiu do tribunal minutos antes dos jurados se reunirem para decretar sua sentença. Adam era um alto executivo que roubou mais de 200 milhões de dólares de fundos de pensão. Ele achou que ia se livrar, até que a promotoria apresentou como prova uma fita em que ele conta vantagem e acaba se entregando. Com boa formação e bons contatos, ele está longe de ser um fugitivo comum. 
- Carson Puckett(Enver Gjokaj) - 1X06

Carson Puckett explodiu uma cafeteria matando duas pessoas e deixando vários feridos. Ele tem um mandado de prisão pendente e um histórico de problemas com autoridades. Todos seus ataques são premeditados, com um único propósito: vingança.
- Robert McGraw(William Lee Scott) - 1X07

Robert Mcgraw, está se fazendo passar por agente federal. Numa de suas blitz ilegais, ele acabou matando duas pessoas. Mcgraw foi cadete de polícia, mas foi expulso pouco tempo antes de se formar. Ele até tentou se inscrever em outras corporações, mas não foi aceito em nenhuma delas. Inconformado, ele está por conta própria tentando prender criminosos. Mas o despreparo só lhe rendeu mais mortes de inocentes em seu currículo. 
- Curt Seaver(Jim True-Frost) - 1X08

Kurt Seaver, um perigoso serial killer, fugiu da prisão. Após uma tentativa de fuga mal sucedida, o criminoso ficou paralisado da cintura para baixo, e a polícia jamais poderia imaginar que ele se recuperaria e tentaria de novo. Seaver tem dupla personalidade e suas vítimas tem um tipo físico bem específico.
- Jackson Cooper(Steven Strait) - 1X09

Karina Matthews, 16 anos, saía às escondidas com o namorado de 26 anos. Seu pai decide tomar satisfações e denuncia o rapaz por estupro presumido, mas acaba sendo morto. Agora Jackson Cooper se torna fugitivo. Karina segue viagem com ele. Além do nome falso, Jackson tinha uma longa lista de acusações. Ele manipulava suas namoradas, todas menores de idade, com promessas de romance, aventura e liberdade. 
- Karen Nelson(Yara Martinez) - 1X10

Karen Nelson, uma fugitiva que não saia das manchetes dos jornais canadenses, foi vista nas imediações de Houston. Karen roubou o banco do marido e o matou quando foi descoberta. Agora não era mais preciso esperar por uma ordem de prisão vinda do Canadá, pois Karen já estava ocupada cometendo crimes por aqui. 
- Chris Novak(Omari Hardwick) - 1X11

Chris Novak, preso em flagrante num roubo a uma joalheria, estava prestes a ser julgado, quando consegue fugir do tribunal, deixando várias vítimas pelo caminho. Agora o caso é de traição e Chris quer vingança.

## Episódios
Lista dos episódios da série, juntamente com a audiência em milhões.
- 1x01  - Pilot (7,31 milhões)
- 1x02  - Repo (6,33 milhões)
- 1x03  - The Comeback Kid (5,78 milhões)
- 1x04  - Paranoia (4,92 milhões)
- 1x05  - Above The Law (5,18 milhões)
- 1x06  - Havoc (4,98 milhões)
- 1x07  - The Posse (4,55 milhões)
- 1x08  - The Longest Night (4,57 milhões)
- 1x09  - Crazy Love (5,34 milhões)
- 1x10  - Under The Radar (6,03 milhões)
- 1x11  - Betrayed (4,99 milhões)
- 1x12  - Narco, Part I (4,35 milhões)
- 1x13  - Narco, Part II (4,17 milhões)
- 1x14  - Father Figure (3,05 milhões)
- 1x15  - Seven Years (3,74 milhões)
- 1x16  - Roundup (3,62 milhões)
- 1x17  - The Man at the Alter (2,77 milhões)
- 1x18  - Annie (3,67 milhões)

## Dublagem
Estúdio: Wan Mächer
- Kelli Giddish(Annie Frost): Gabriela Bicalho

- Cole Hauser(Jimmy Godfrey): Sérgio Stern

- Amaury Nolasco(Marco Martinez): Duda Espinoza

- Jesse Metcalfe(Luke Watson): Mckeidy Lisita

- Rose Rollins(Dayse Ogbaa): Jacqueline Brandão

## Recepção da crítica
Chase teve recepção mista por parte da crítica especializada. Em base de 17 avaliações profissionais, alcançou uma pontuação de 48% no Metacritic. Por votos dos usuários do site, atinge uma nota de 6.5, calculada de 31 votos e usada para avaliar a recepção do público.

## Curiosidades
1. O ator Robert Knepper, o T-Bag de Prison Break, fez uma participação especial e pode reencontrar seu amigo Amaury Nolasco com quem trabalhou 4 anos.
2. Jennifer Johnson, a criadora de Chase, também trabalhou em séries como Arquivo Morto, Lost, Providence, Reunião e Alcatraz.
3. Alguns atores já são conhecidos pelo público, como Jesse Metcalfe, de Desesperate Housewives, Amaury Nolasco, de Prision Break e Rose Rollins, de The L Word.
4. Em 2011, Kelli Giddish entrou para o elenco regular de Law & Order: Special Victims Unit, uma série policial que tem algumas semelhanças com "Chase".
5. A série não possui uma abertura. É apenas um fundo preto com a palavra Chase escrita em branco. Apenas isso.
6. A série obteve média geral na audiência de 6.45 espectadores em milhões.
7. A série teve fim devido aos pequenos números de audiência.